# Sjott el-Djerid

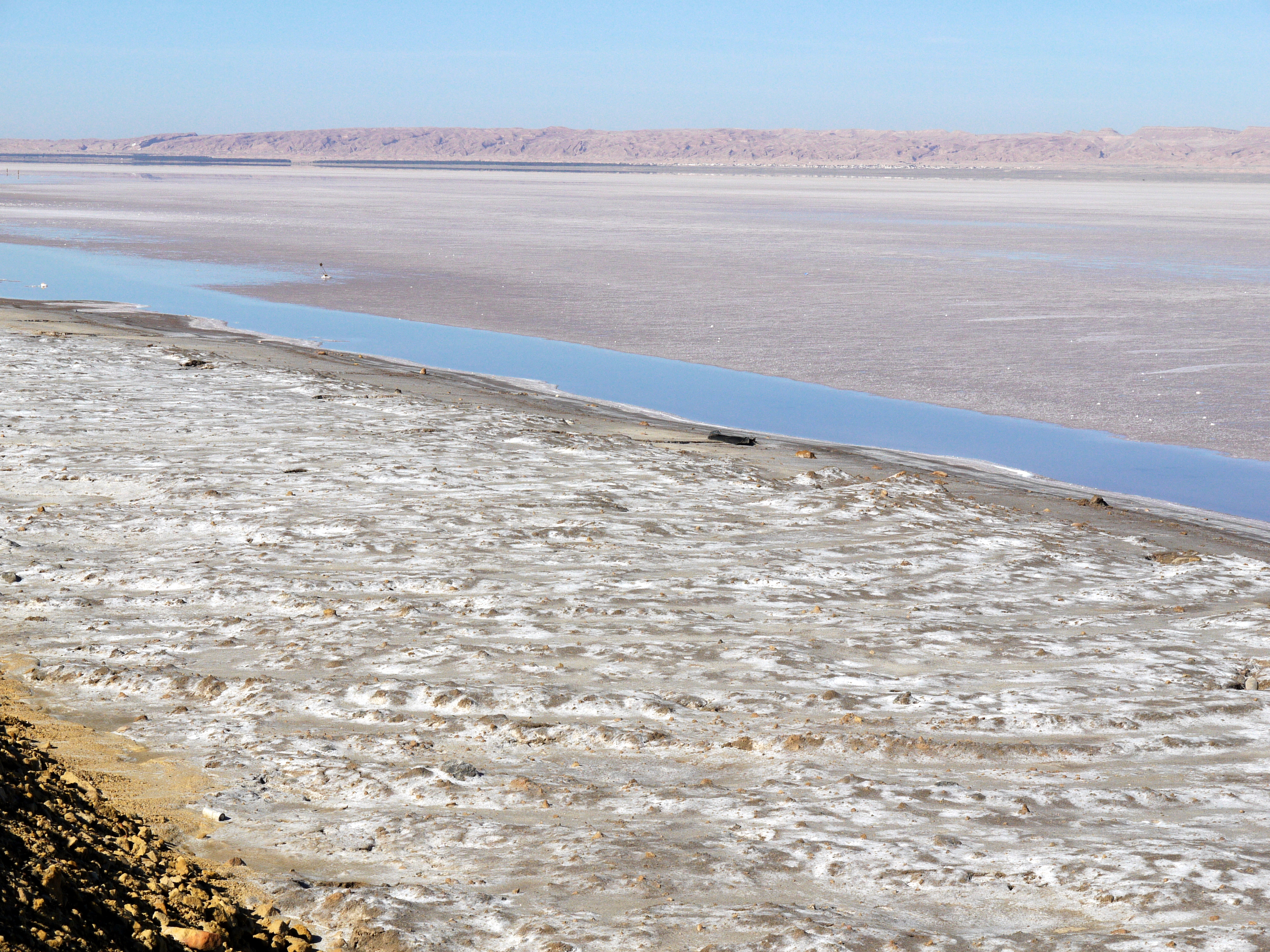
Het zoutmeer gezien vanaf de weg die er dwars doorheen loopt

Sjott el-Djerid is een endoreïsch zoutmeer in centraal Tunesië waarvan de bodem tussen de 10 en 25 meter beneden zeeniveau ligt. Normaal gesproken is het voor het overgrote deel opgedroogd, en daardoor kan men er dan ook met landvoertuigen als auto's doorheen reizen. Hoewel het land diverse zoutmeren (sjott's) kent, is Sjott el-Djerid het grootste, belangrijkste en bekendste. De oppervlakte van het meer is met ongeveer 5000 vierkante kilometer enorm, en de lengte ervan bedraagt ongeveer 250 kilometer.
Ten noordwesten van het zoutmeer ligt de oase Tozeur, en ten zuidoosten ervan de oase Douz. Er loopt een verhoogde weg van Tozeur in het noordwesten tot Kébili in het zuidoosten, waar het verkeer normaal gesproken overheen reist. Vanwege het vele zand kan het reizen over het Sjott el-Djerid op bepaalde tijden moeilijk of zelfs gevaarlijk zijn.
Op het zoutmeer heeft men bij zonnig weer grote kans fata morgana's waar te nemen.